# トニ・ブランコ・ジュニア
トニ・エンリケ・ブランコ・ジュニア（Tony Enrique Blanco Jr.、2005年5月14日 - ）は、ドミニカ共和国のプロ野球選手（外野手）。アメリカ合衆国マサチューセッツ州ボストン出身。右投右打。MLBのピッツバーグ・パイレーツ傘下所属。
父はかつてNPBで活躍したプロ野球選手のトニ・ブランコ。

## 経歴
2021年オフの海外アマチュア・フリーエージェント市場で注目を集め、MLB公式サイトが発表したインターナショナル・プロスペクトランキングで全体11位にランクインした。
当初はタンパベイ・レイズと契約する見込みであったが後に訂正され、2022年1月9日にピッツバーグ・パイレーツと契約する見込みであると報じられた。その後、18日に予定通りパイレーツと契約してプロ入り。契約金は90万ドル。